# Cá nâu
Xin xem thêm bài chi Cá dìa để biết thêm một số loài cá khác cũng gọi tên Cá nâu.
Cá nâu hay còn gọi là cá dĩa thái, cá hói (Danh pháp khoa học: Scatophagus argus) là một loài cá trong họ Scatophagidae Phân bố ở Ấn Độ – Thái Bình Dương, Đông Nam Á và Việt Nam, chúng những nét hoa văn da beo trên cơ thể nên còn gọi là dĩa beo. Cá ăn tạp thiên về thực vật, thức ăn bao gồm rong tảo, rau xanh, côn trùng, giáp xác, và thức ăn viên.

## Đặc điểm
Cá nâu có thân cá dẹp bên, thân cao, lưng hình vòm, nhìn ngang gần như tròn. Đầu nhỏ, ngắn, mõm tù, miệng nhỏ, rạch miệng nằm ngang và ngắn, hàm có răng mịn, viền trước gốc vây lưng dốc xuống và có một vết lõm sâu sau mắt. Mắt cá lớn vừa phải nằm gần về phía đầu. Cấu tạo phần đầu là dấu hiệu rõ ràng nhất để phân biệt cá đực cá cái. Cá cái phần đầu là một đường thẳng, cá đực phần đầu gấp khúc, cá cái có màu xanh ô liu, cá đực màu xám đen.
Chúng có vảy lược nhỏ phủ khắp thân, vảy đường bên hoàn toàn không ngắt quãng, phía trước cong lên theo viền lưng. Phần trước có gai của vây lưng tương đối phát triển, cuống đuôi ngắn không phân thùy. Vây lưng, vây hậu môn và vây đuôi có vân đen nhạt, lưng màu nâu nhạt. Nửa trên thân có các đốm tròn màu nâu, đen xếp xen kẽ không đều nhau, các đốm này nhạt dần về phía bụng.

## Tập tính
Cá nâu là loài nhiệt đới, phân bố rộng từ châu Á, châu Úc đến châu Phi. Ở Việt Nam, chúng phân bố ở khắp các vùng biển từ Bắc vào Nam, từ ngoài khơi đến vùng cửa sông ven biển. Cá sinh sống trong các khe đá, rạn san hô, cửa cống ao đầm nước lợ nơi có nhiều rong rêu là thức ăn ưa thích của cá. Cá thường sống ở độ sâu 1 – 4 m nước, nhiệt độ 21 - 28 °C.

## Sinh trưởng
Ở cùng độ tuổi, cá đực có khối lượng lớn hơn cá cái. Cá ngoài tự nhiên thường đánh bắt được cỡ 70 - 300 g/con, cá có thể lớn tối đa đến 1,2 kg/con. Cá thường sinh sản sau 1 năm tuổi, đạt cỡ 150 - 350 g, mùa sinh sản kéo dài từ tháng 7 - 9 (miền Bắc) và tháng 4 - 10 (miền Nam), cá đực thường thành thục sớm hơn cá cái. Vào mùa sinh sản, cá thường bắt cặp và di cư ra những rạn san hô, nơi có độ mặn cao (25 - 30‰) để sinh sản.
Sức sinh sản của cá trung bình 519.547 trứng/cá cái. Trứng cá thuộc dạng trôi nổi, ở nhiệt độ 27 - 28 °C, sau 17 - 20 giờ trứng sẽ nở. Cá bột sau khi nở sẽ trôi dạt vào các cửa sông, vũng, vịnh ven bờ, sử dụng tảo, động vật phù du làm thức ăn, khi lớn cá ăn các loài rong rêu, động vật đáy, tôm cá nhỏ và mùn bã hữu cơ